# Stanford Ovshinsky
Stanford Robert Ovshinsky (Akron (Ohio), 24 november 1922 – Bloomfield Hills, 17 oktober 2012) was een Amerikaans uitvinder en ondernemer. Hij heeft ruim 200 uitvindingen op zijn naam staan, waaronder de nikkel-metaalhydrideaccu (NiMH-accu). Vanwege zijn vele uitvindingen en zijn autodidactisch vermogen werd hij – in een artikel van The Economist – 'de Edison van deze tijd' genoemd.

## Biografie
Ovshinsky was de oudste zoon van Benjamin Ovshinsky en Bertha Munitz, Joodse immigranten uit Oost-Europa. Zijn vader was een oud-ijzerhandelaar in Akron en actief in de arbeidersbeweging. Stanford was een autodidact. Voordat hij zijn middelbareschooldiploma had behaald werkte hij reeds als bankwerker en werktuigkundige in de rubberindustrie die in de omgeving van Akron sterk vertegenwoordigd was.
Kort na het einde van de Tweede Wereldoorlog richtte hij zijn eerste bedrijfje op, voor de fabricage van een moderne aandrijving voor draaibanken. Enkele jaren later verkocht hij zijn bedrijf aan de New Brittain Machine Company te Connecticut, dat zijn uitvinding onder andere gebruikte voor de productie van artilleriegranaten tijdens de Koreaanse Oorlog.
Begin jaren 1950 begon hij zich ook bezig te houden met cybernetica en neurofysiologie met het doel om een intelligente machine te ontwikkelen. In 1951 werd hij onderzoeksdirecteur bij de autofirma Hupp Motorcar Company in Detroit, waarvoor hij een elektrische auto construeerde. Samen met zijn jongere broer Herbert richtte hij een eigen bedrijf op, General Automation, waarbij ze hun onderzoek naar intelligente machines voortzette. Samen bouwden ze een mechanisch model van een zenuwcel – een amorfe dunne-filmschakelaar die ze Ovitron noemden. Onder de juiste omstandigheden kunnen amorfe, niet-kristallijne materialen als halfgeleider werken, doordat de amorfe structuur onder invloed van een kleine spanning verandert in een semi-kristalstructuur – het Ovshinsky-effect genoemd. Op basis hiervan fabriceerde hij nieuwe types elektronische en optische schakelaars, waaronder het Phase Change Memory.
In 1960 richtte hij met zijn tweede echtgenote Iris Miroy Dibner – die hij had gehuwd na zijn scheiding van jeugdliefde Norma Rifkin – het bedrijf Energy Conversion Laboratory (ECL) te Rocherster Hills op voor de verdere ontwikkeling van zijn uitvindingen. Desondanks kwam het bedrijf in de problemen. Dankzij de financiële steun van bekende wetenschappers (waaronder David Adler, John Bardeen, Nevill Mott, Linus Pauling) en kapitaalkrachtige investeerders kon hij het bedrijf van de ondergang redden. Het bedrijf werd hernoemd tot Energy Conversion Devices (ECD) en verhuisde naar een grote huisvesting in Troy (Michigan). Als eerste bracht het bedrijf nikkel-metaalhydrideaccu's op de markt, die werden gebruikt van draagbare elektronica tot hybride-auto's. In 1982 richtte hij hiervoor de Ovonics Battery Company op. Daarnaast droeg hij bij aan de ontwikkeling van pv-zonnepanelen en lcd-schermen.
Na het overlijden van zijn vrouw verliet hij ECD en begon in augustus 2006 een nieuw bedrijf, Ovshinsky Innovation LLC, dat met name gericht was om een wetenschappelijk basis te voorzien voor innovatieve en revolutionaire energie- en informatica technologieën. In 2006 trad hij voor de derdemaal in het huwelijk, ditmaal met Rosa Young, een natuurkundige die bij ECD had gewerkt.
Ovshinsky was meervoudig ere-doctorandus, onder ander van Illinois Institute of Technology, Universiteit van Chicago, New York Institute of Technology en Wayne State-universiteit, en verkreeg talrijke onderscheidingen, zoals de Rudolf Diesel-medaille in 1968.
Hij overleed op 17 oktober 2012 aan de gevolgen van prostaatkanker.